# 소송의 종류
확인의 소는 예를 들면 원고가 '말의 소유권을 가지고 있음을 인정하라' 하는 것과 같이, 현재의 권리 또는 법률관계의 존부의 확인을 목적으로 하는 것이며, 이행의 소는 예를 들면 피고에게 '원고의 말을 인도하라'는 것과 같이 이행명령을 청구하는 것을 목적으로 하는 것이며, 형성의 소는 예를 들면 '원고와 피고는 이혼한다'라고 하는 것처럼 현재의 법률관계를 재판에 의하여 변경하거나 새로운 권리관계의 발생을 목적으로 한다. 대체로 현대사회에 있어서 인간상호간의 분쟁을 해결한다고 할 때 이 세 가지 소 가운데 어디엔가 포함된다고 해석되고 있다. 그러한 뜻에서 이 세 가지 소는 단순한 소의 분류라고 하는 뜻에 그치지 않고, 보다 본질적으로 분쟁해결의 방식·형태를 이루는 것이라고 해석함이 올바르다.

##### 판례
- 확인의 소에 있어서는 권리보호요건으로서 확인의 이익이 있어야 하고 확인의 이익은 확인판결을 받는 것이 원고의 권리 또는 법률상의 지위에 현존하는 불안, 위험을 제거하는 가장 유효적절한 수단일 때에 인정되는 것이므로, 확인의 소에 있어서는 원고의 권리 또는 법률상의 지위에 불안,위험을 초래하고 있거나 초래할 염려가 있는 자가 피고로로서의 적격을 가진다.[2]

## 이행의 소

### 판례
- 채권가압류 후에 채무자가 제3채무자를 상대로 그 이행의 소를 제기할 수 있다[3]
- 왜냐하면 채무자로서는 제3채무자에 대한 그의 채권이 가압류되어 있다 하더라도 채무명의를 취득할 필요가 있고, 또는 시효를 중단할 필요가 있는 경우도 있을 것이며, 특히 소송계속중에 그의 채권에 대한 가압류가 행하여진 경우에는 이를 이유로 청구가 배척된다면 장차 가압류가 취소된 후 다시 소를 제기하여야 하는 불편함이 있는 데 반하여, 제3채무자로서는 이행을 명하는 판결이 있더라도 집행단계에서 이를 저지하면 될 것이기 때문이다.

그러나 소유권이전등기를 명하는 판결은 의사의 진술을 명하는 판결로서 이것이 확정되면 채무자는 일방적으로 이전등기를 신청할 수 있고 제3채무자는 이를 저지할 방법이 없으므로 위와 같이 볼 수 없고, 이와 같은 경우에는 가압류의 해제를 조건으로 하지 아니하는 한 법원은 이를 인용하여서는 안되고, 제3채무자가 임의로 이전등기의무를 이행하고자 한다면 민사소송법 제577조에 의하여 정하여진 보관인에게 권리이전을 하여야 할 것이고, 이 경우 보관인은 채무자의 법정대리인의 지위에서 이를 수령하여 채무자 명의로 소유권이전등기를 마치면 될 것이다.

## 참고 자료
- 조상희, 『법학전문대학원 민사소송법 기본강의』. 한국학술정보(주), 2009. ISBN 978-89-534-2307-7